# Sarıhalil, Polatlı
Sarıhalil là một xã thuộc huyện Polatlı, tỉnh Ankara, Thổ Nhĩ Kỳ. Dân số thời điểm năm 2011 là 146 người.